# Kris Allen
Kristopher Neil Allen (født 21. juni 1985), bedre kendt som Kris Allen, er en pop/rock-sanger fra USA.
Han vandt den ottende sæson af det amerikanske underholdningsprogram American Idol. Inden han vandt dette show havde han i 2007 udgivet et album med titlen: Brand New Shoes. Efter American Idol er hans første par singler udkommet; lige nu er nummeret 'Live Like We're Dying' et stort hit.